# Remedios
Remedios este un municipiu din departamentul Antioquia, Columbia.